# Pier Giorgio Dall'Acqua
Pier Giorgio Dall’Acqua (Mercato Saraceno, 14 aprile 1949) è un politico italiano.
Vive e risiede a Ferrara dal 1962, e qui ha conseguito il diploma di perito industriale.
In seguito si dedica all'attività sindacale: di estrazione cattolica, Dall'Acqua ha iniziato la sua militanza nella Cisl, di cui è divenuto segretario provinciale, carica che ha ricoperto dal 1986 al 1998. In tale qualità, ha ricoperto anche la carica di componente della giunta della Camera di Commercio di Ferrara.
Nel 2003 è stato insignito dal Presidente della Repubblica Italiana dell'onorificenza di Cavaliere Ufficiale della Repubblica.
Vicino al Partito Popolare Italiano, in occasione delle elezioni amministrative del 1999 è stato eletto al primo turno presidente della provincia di Ferrara col 58,52% dei voti, sostenuto dal centro-sinistra. È stato confermato alle successive elezioni amministrative del 2004, quando ha ottenuto il 56,3% dei voti.
Nel 2004 è stato eletto presidente regionale dell'UPI (Unione Province Italiane) dell'Emilia-Romagna e l'anno seguente ha ottenuto anche il titolo di Commendatore.
Dall'ottobre 2007 è presidente del Consiglio di Amministrazione della Fondazione Ermitage Italia che ha sede a Ferrara.